# まるまるGWクイズ検定
『まるまるGWクイズ検定』（まるまるゴールデンウィークくいずけんてい）とはフジテレビ系列にて2007年5月2日から5月6日の5日間に亘って放送された特別番組の名称。

## 番組内容
対象番組のクイズに正解すると毎日20名に賞金10,000円が当たり、抽選に外れても再び100名に賞金10,000円が当たるビッグチャンスもある。なお、番組のタイトルロゴの“まるまる”は『まるまるちびまる子ちゃん』の“まるまる”の文字と同一である。
- ナビゲーターは『まるまるちびまる子ちゃん』でさくらももこ（まるちゃん）を演じた伊藤綺夏が務めた。

## 対象番組

### 第1夜
- 5月2日 19:00～21:48（JST）
  - クイズ!ヘキサゴンIIスペシャル
    - 優勝チームは「C:緑色」(緑色チームアンカーの里田まいが正解し優勝)

### 第2夜
- 5月3日 19:00～20:54（JST）
  - クイズ$ミリオネアスペシャル
    - 1000万円に挑戦した親子は?（4択）C:伊東四朗・伊東貴明親子

### 第3夜
- 5月4日 19:57～20:54（JST）
  - 幸せって何だっけ ～カズカズの宝話～
    - 細木数子が細貝数の子（堀内健）に発した言葉は?A:「あんた、今日さえてるわね。」

### 第4夜
- 5月5日 19:00～20:54（JST）
  - 脳内エステ IQサプリスペシャル
    - IQの一番高いサプリを提供出題したのは?(IQ124)B:ココリコ

### 最終夜
- 5月6日 19:00～20:54（JST）
  - 平成教育委員会スペシャル
    - ビートたけし先生から『二度と来るな』と言われたのは?「C:島田洋七」(島田は以前にも言われたことがある)

## 備考
5月3日の『ミリオネアSP』はテレビ大分とテレビ宮崎で放送されたが、TOSは4日の『幸せって何だっけ』のみ放送され、UMKは2日の『ヘキサゴンIISP』と5日の『IQサプリSP』の2番組のみ放送された。
ただし大分県ではテレビ西日本かテレビ愛媛、宮崎県ではテレビくまもとか鹿児島テレビが視聴可能であれば毎日クイズに参加可能であった。